# نشان ملی پرو
نشان ملی پرو، (به اسپانیایی: Escudo del Perú)، نماد و آرم رسمی و ملی کشور پرو است. برای این علامت چهار نوع استفاده اصلی تعیین شده است: نشانی و آرم (Escudo de Armas)؛ نشان ملی بودن (Escudo Nacional)؛ مهر بزرگ رسمی کشور (Gran Sello del Estado)؛ نشان ملی نیروهای دریایی (Escudo de la Marina de Guerra).

## توضیحات
هر دو سپر مشابه هستند و از سه بخش تشکیل شده‌اند: بخش بالا سمت چپ، یک شترچه (در زبان محلی: vicuña) که حیوان ملی پرو است در یک میدان آبی رنگ حضور دارد. زیاگان، درخت بومی این کشور، نیز در بخش راست بالا دیده می‌شود، درخت سینچونا که در میان گنه‌گنه (سرده) تقسیم‌بندی می‌شود، در یک زمینه سفید دیده می‌شود و نیمهٔ پایینی علامت در زمینه‌ای قرمز رنگ گنجینه‌ای در شاخ نعمت، پر از سکه‌های طلا، نشان دهندهٔ منابع معدنی کشور، مشاهده می‌شود.

## واژگان

### نشان و آرم کشور
نقوش پرچمی (Escudo de Armas) دارای یک شاخهٔ نخل در سمت چپ خود و یک برگ بو در سمت راستش هستند که با روبانی سرخ در قسمت تحتانی نشان به همدیگر متصل شده‌اند. بلوط همیشه‌سبز نیز به نماد شکوه و سربلندی کشور، به صورت تاج گل بر بالای علامت قرار دارد. این نشانی است که در پرچم پرو (Pabellón Nacional) نیز استفاده می‌شود و بر روی سل جدید، سکه‌ها و اسکناس‌ها، تمبرها و غیره هم دیده می‌شود.

### نشان ملی کشور
نشان ملی یا سپر ملی (Escudo Nacional), شامل همان سپر موجود در پرچم پرو موارد اضافه و متقارن دیگری در دو سوی آن است. این موارد شامل پرچم کشور آویزان بر نیزه‌ها هستند. این نشان نیز گاهی بر پرچم پرو (Bandera de Guerra) قرار گرفته است. استفاده از این علامت بر ساختمان‌ها نهادهای ملی با ذکر نام آن نهاد رایج است.

### مهر رسمی کشور
مهر و موم بزرگ دولت (Gran Sello del Estado)، شامل سپر ملی و کتیبه‌ای بر نیم کرهٔ آن است که شعار " República del Perú " ("جمهوری پرو") بالای آن قرار دارد و در اسناد رسمی از آن استفاده می‌شود.

### نشان نیروی دریایی کشور
نشان ملی دریایی (Escudo de la Marina de Guerra)، شامل سپر ملی و گردنبندی با کتیبهٔ مزین به شعار "Marina de Guerra del Peru" همراه با لنگرهایی به جای پرچم‌های سنتی آن است و همچنین تصویری از خورشید بر نشان نیروی دریایی استفاده می‌شود.

## نگارخانه

National Coat of Arms Escudo Nacional
The National Coat of Arms Escudo de Armas
Great Seal of the State Gran Sello del Estado
Coat of arms Escudo de la Ejército del Perú
Naval Coat of arms Escudo de la Marina de Guerra del Perú
Coat of arms Escudo de la Fuerza Aérea del Perú
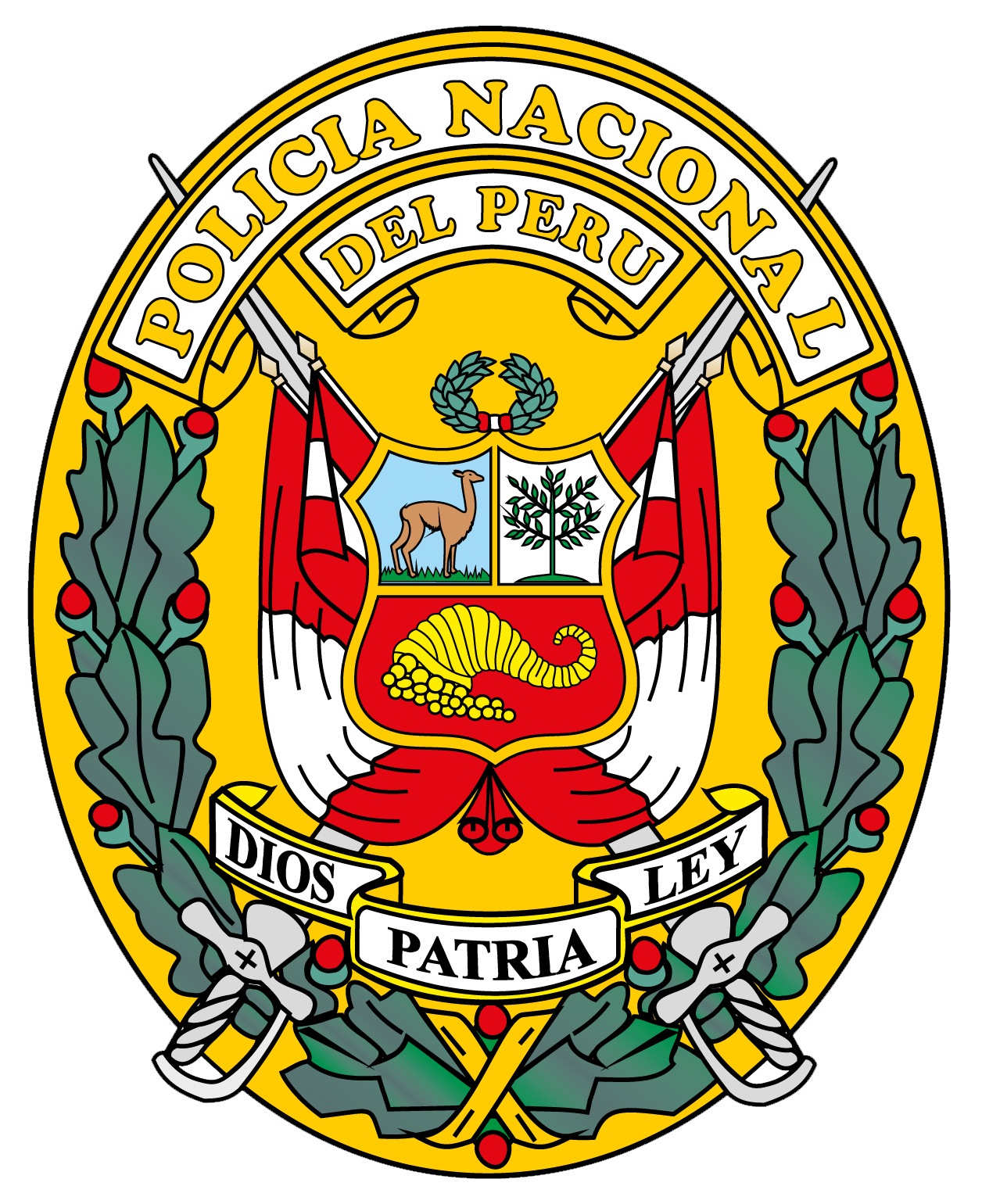
Policial Coat of arms
Escudo de la Policía Nacional del Perú